# Annisse Nord
Annisse Nord er en lille by i Nordsjælland med 1.585 indbyggere  (2024). Annisse Nord er beliggende i Annisse Sogn to kilometer nord for Annisse, tre kilometer syd for Helsinge og 15 kilometer nordvest for Hillerød. Byen tilhører Gribskov Kommune og er beliggende i Region Hovedstaden.
Bjørnehøjskolen ligger i byen.